# Xavier Eluère
Albert Xavier Eluère (Issé, 5 settembre 1897 – Saint-Privat-des-Prés, 5 febbraio 1967) è stato un pugile francese.

## Palmarès
- Giochi olimpici

Anversa 1920: bronzo nei pesi massimi.